# Marquesado de Villarreal
El marquesado de Villarreal (en portugués: Marquês de Vila Real) es un título nobiliario español otorgado el 23 de marzo de 1660 por el rey Felipe IV a favor de María Beatriz de Meneses e Noronha, duquesa de Camiña (portugués). Es un título originario de Portugal, donde fue otorgado en 1591 a Pedro de Menezes.

## Armas
«En campo de oro, una cadena, de azur, puesta en banda.»

## Condes Portugueses de Vila Real
- Pedro de Menezes (1350–1437)
- Brites de Meneses (1400–?) y Fernando de Noronha, su  marido
- Pedro II de Meneses (1425–1499), I marqués de Vila Real
- Fernando de Meneses (1453–?)
- Pedro III de Meneses(1486–?)
- Miguel de Meneses (1520–?)
- Manuel de Meneses (1530–?), duque de Vila Real
- Miguel Luís de Meneses (1565–1637), I duque de Caminha
- Luís de Noronha e Meneses (1570–1641)

## Marqueses portugueses de Vila Real
- Pedro de Meneses (1425–1499), 3º conde de Vila Real
- Fernando de Meneses (1453–?)
- Pedro de Meneses (1486–?)
- Miguel de Meneses (1520–?)
- Manuel de Meneses (1530–?), duque de Vila Real
- Miguel Luís de Meneses (1565–1637), I duque de Caminha
- Luís de Noronha e Meneses (1570–1641)
- Miguel Luís de Meneses (1614–1641), IIvduque de Caminha

## Marqueses de Villarreal
Cuando el séptimo marqués de Vila Real, sexto conde de Alcoutim, junto con su hijo, Miguel Luís de Meneses, segundo duque de Caminha, fue ejecutado en Portugal por alta traición en 1641, su hija Beatriz de Meneses, casada con el conde de Medellín, permaneció en España.
Para recompensar su lealtad a las casas españolas de los Habsburgo, el rey Felipe IV de España le otorgó, el 23 de marzo de 1660, el título de condesa de Alcoutim como título español, hoy incluido entre los títulos de la casa de Medinaceli.
Beatriz de Meneses nunca regresó a su tierra natal y este título nunca fue reconocido en Portugal.
|                                       | Titular                                                                                      | Periodo                               |
| Creación en 1660 por el rey Felipe IV | Creación en 1660 por el rey Felipe IV                                                        | Creación en 1660 por el rey Felipe IV |
| ------------------------------------- | -------------------------------------------------------------------------------------------- | ------------------------------------- |
| I                                     | María Beatriz de Meneses e Noronha                                                           | 1660-1668                             |
| II                                    | Pedro Damián Lugardo de Meneses Portocarrero                                                 | 1668-1704                             |
| III                                   | Luisa-Feliciana de Portocarrero Meneses y Noroña                                             | 1704-?                                |
| IV                                    | Guillén Ramón de Moncada, Portocarrero y Meneses                                             | ?-1727                                |
| V                                     | María Teresa de Moncada y Benavides                                                          | 1727-1756                             |
| VI                                    | Pedro de Alcántara Fernández de Córdoba y Moncada                                            | 1756-1789                             |
| VII                                   | Luis-Tomás Fernández de Córdoba-Figueroa                                                     | 1789-1806                             |
| VIII                                  | Luis-Joaquín Fernández de Córdoba-Figueroa                                                   | 1806-1840                             |
| IX                                    | Luis (Tomás de Villanueva) Fernández de Córdoba-Figueroa y Ponce de León                     | 1840-1873                             |
| X                                     | Luis (María de Constantinopla) Fernández de Córdoba-Figueroa de la Cerda y Pérez de Barradas | 1873-1879                             |
| XI                                    | Luis-Jesús Fernández de Córdoba y Salabert                                                   | 1880-1956                             |
| XII                                   | Victoria Eugenia Fernández de Córdoba y Fernández de Henestrosa                              | 1959-2013                             |
| XIII                                  | Victoria Elisabeth de Hohenlohe-Langenburg y Schmidt-Polex                                   | 2018-                                 |

## Historia de los marqueses de Villarreal
- María Beatriz de Meneses e Noronha (1615-1668), I marquesa de Villarreal, IX marquesa de Villarreal (portugués), III duquesa de Camiña (portugués).

Le sucedió su hijo:
- Pedro Damián Lugardo de Meneses Portocarrero (1640-1704), II marqués de Villarreal, IV duque de Camiña.

Le sucedió su hermana:
- Luisa-Feliciana de Portocarrero Meneses y Noroña, III marquesa de Villarreal, V duquesa de Camiña.

Le sucedió su hijo:
- Guillén Ramón de Moncada, Portocarrero y Meneses (1671-1727), IV marquesa de Villarreal, VI duque de Camiña.

Le sucedió su hija:
- María Teresa de Moncada y Benavides (1707-1756), V marqués de Villarreal, VII duquesa de Camiña.

Le sucedió su hijo:
- Pedro de Alcántara Fernández de Córdoba y Moncada (1730-1789), VI marqués de Villarreal, VIII duque de Camiña, XII duque de Segorbe, XII duque de Medinaceli.

Le sucedió su hijo:
- Luis-Tomás Fernández de Córdoba-Figueroa (1749-1806), VII marqués de Villarreal, IX duque de Camiña, XIII duque de Segorbe, XIII duque de Medinaceli, etc.

Le sucedió su hijo:
- Luis-Joaquín Fernández de Córdoba-Figueroa (1780-1840), VIII marqués de Villarreal, X duque de Camiña, XIV duque de Segorbe, XIV duque de Medinaceli, etc.

Le sucedió su hijo:
- Luis (Tomás de Villanueva) Fernández de Córdoba-Figueroa y Ponce de León (1813-1873), IX marqués de Villarreal, XI duque de Camiña, XV duque de Segorbe, XV duque de Medinaceli, etc.

Le sucedió su hijo:
- Luis (María de Constantinopla) Fernández de Córdoba-Figueroa de la Cerda y Pérez de Barradas (1851-1879), X marqués de Villarreal, XII duque de Camiña, XVI duque de Segorbe, XVI duque de Medinaceli, etc.

Le sucedió, en 1880, su hijo:
- Luis-Jesús Fernández de Córdoba y Salabert (1879-1956), XI marqués de Villarreal, XIII duque de Camiña, XVII duque de Segorbe, XVII duque de Medinaceli, etc.

Le sucedió, en 1959, su hija:
- Victoria Eugenia Fernández de Córdoba y Fernández de Henestrosa (1917-2013), XII marquesa de Villarreal, XIV duquesa de Camiña, XVIII duquesa de Segorbe y XVIII duquesa de Medinaceli, etc.

- Victoria Elisabeth de Hohenlohe-Langenburg y Schmidt-Polex (1997), XIII marquesa de Villareal, XV duquesa de Camiña, XX duquesa de Medinaceli, etc.